# カワサキ・Z650
Z650（ゼットろっぴゃくごじゅう）とは、かつて川崎重工業（オートバイ製造事業部、現・カワサキモータース）が製造販売していたロードスポーツタイプのオートバイ（大型自動二輪車）である。通称「ザッパー / ZAPPER」。北米仕様はKZ650。

## 概要
Z1 / Z2のすぐ下のクラス、750SSマッハ / 500SSマッハの代替車種として1976年に発売された。開発コードネームは「サーロインステーキ」（ちなみにZ1は「ニューヨークステーキ」であった）。Z1/Z2のローラーベアリング組み立てクランクシャフトから現在でも一般的な一体成型のプレーンメタルベアリングのクランクシャフトをカワサキ4気筒エンジンで初めて採用。最高出力64ps/8,500rpm、最大トルク5.8kg-m/7000rpm。5段変速リターンミッションで輸出仕様では最高速度190km/hを達成。国内仕様車は180km/hのスピードリミッター付き。フロントサスペンションのオフセット変更で優れた運動性能から、後継のZ750FXII・Z750FXIIIが1980年に発売されるまで、ジムカーナ等の競技ではワンメイク状態であった。また4ストロークに由来して「4サイクルマッハ」、1クラス上の750ccと互角以上の性能という意味合いで「750キラー」とも呼ばれた。

## エンジンの系譜
Z650に搭載されたエンジン「KZ650BE型エンジン」は、基本設計をそのままにZ500、Z400FX、Z550FXのベースとなる一方738ccに拡大され、「KZ750EE型エンジン」として後継の多くの機種に搭載し続けられた。Z750FX-II・Z750FX-III、アメリカンモデルZ750LTDをはじめZ750GPからGPz750へと進化（輸出用としてはターボチャージャーを装着して112PSを発する「ZX750EE型エンジン」として750ターボにも使用）。

新型の水冷エンジン「ZX750GE型エンジン」を搭載するGPz750Rニンジャへのバトンタッチで、いったんは日本向けモデルの製造が終了するものの、シャフトドライブ化され「KZ750NE型エンジン」としてツアラー指向の海外向け専用モデルGT750等に搭載され製造を継続（Z750スペクターは国内でも販売）。

水冷、高出力化の流れの中でこのまま使命を終えるかにみえたがゼファー(400)の大成功により1991年にゼファー750の搭載機として「ZR750CE型エンジン」となり国内でも復活（輸出用ゼファー750は「KZ750EE」のまま）。ZR-7でも採用され、派生車種のZR-7Sにも搭載。1976年のZ650登場からゼファー750最終モデルの2007年まで、四半世紀以上にわたって製造され続けた息の長いエンジンとなった。
KZ750EE搭載車種
- Z750FX-II（1980年）
- Z750FX-III（1980年）
- Z750LTD(KZ750H)
- Z750GP（1982年）
- GPz750F（1983年）

KZ750NE搭載車種
- KZ750Spectre(KZ750N)
- KZ750LTD(ZN750A)
- GT750 (Z750P)（1982年 - 1988年）

ZX750EE搭載車種
- 750Turbo(ZX750E)（1983年）

ZR750CE搭載車種
- ZEPHYR750（1992年 - 2007年）
- ZR-7（1999年 - 2003年）
- ZR-7S（2002年 - 2006年）

## モデル一覧
Z650B
標準仕様のベースモデル。前輪19インチ、後輪18インチ、スポークホイール採用。前輪シングル・ディスクブレーキ、後輪ドラムブレーキ。「1-2/3-4」方式の並列2本出しマフラー。テールカウルあり。
国内モデルとしては1976年に「Z650」として発売された。
- Z650-B1（1976年 - 1977年）
  - 1976年9月発売。
  - キャンディスーパーレッド █ / キャンディエメラルドグリーン █
- Z650-B2（1978年）
  - 1978年7月発売。
  - ルミナスダークブルー █ / ルミナスバーントレッド █
- Z650-B3（1979年）

国内販売なし
- Z650-B4（1980年）

国内販売なし
Z650C
Z650Bのキャストホイールモデル。輸出専用車種。
前輪19インチ、後輪18インチ、キャストホイール採用。前輪ダブル・ディスクブレーキ、後輪シングル・ディスクブレーキ。「1-2/3-4」方式の並列2本出しマフラー。テールカウルあり。
- Z650-C1（1977年）
- Z650-C2（1978年）
- Z650-C3（1979年）
- Z650-C4（1980年）

Z650D
別仕様の派生モデル「Z650SR」。
前輪19インチ、後輪18インチ、キャストホイール採用。前輪ダブル・ディスクブレーキ、後輪シングル・ディスクブレーキ。「1-3/2-4」方式の交差2本出しマフラー。厚めのダブルシート。
国内モデルとしては1979年にトリプルディスク装備の「Z650LTD」として発売された。
- Z650-D1（1978年）
- Z650-D2（1979年）
- Z650-D3（1980年）
- Z650-D4（1981年）

Z650E
Z650Dの北米向けモデル「Z650LTD」。輸出専用車種。
前輪19インチ、後輪16インチ、キャストホイール採用。前輪シングル・ディスクブレーキ、後輪ドラムブレーキ。「1-3/2-4」方式の交差2本出しマフラー。厚めのダブルシート。
- Z650-E1（1980年）

Z650F
Z650Bの北米向け廉価版モデル「Z650F」。輸出専用車種。
前輪19インチ、後輪18インチ、キャストホイール採用。前輪シングル・ディスクブレーキ、後輪ドラムブレーキ。「1-2/3-4」方式の並列2本出しマフラー。テールカウルあり。
- Z650-F1（1981年）
- Z650-F2（1982年）
- Z650-F3（1983年）
- Z650-F4（1984年）

Z650H
アメリカンスタイルの派生モデル「Z650CSR」。輸出専用車種。
前輪19インチ、後輪16インチ、スポークホイール採用。前輪シングル・ディスクブレーキ、後輪ドラムブレーキ。「1-2/3-4」方式の並列2本出しマフラー。段つきシート。
- Z650-H1（1981年）

なお2016年にZ650の名称がつけられたモデルが発表されているが、この車両は水冷の並列2気筒エンジンを搭載しており、本項のZ650とは系統が異なる。